# Noidz
Noidz é uma banda portuguesa que mistura várias influências: eletrónica, heavy metal, rock industrial e música popular portuguesa.
O imaginário do grupo, que se apresenta em palco usando máscaras completas, gira em torno da história em que 5 seres alienígenas fugiram do seu planeta destruído, a 20000 anos-luz, para viverem entre nós.

## Discografia

### Álbuns de estúdio
- The Great Escape (2008)
- 2.0.1.3 (2013)

### Versões
- Madredeus . Tema: O pastor (2011)

### Colaborações
- Katia Guerreiro . Tema: Estranha Forma De Vida (2012)
- Júlio Pereira . Tema: Message (2013)

## Reconhecimento
Em 2010 foram selecionados como finalistas, na categoria instrumental, no Concurso Internacional de Composição, com o tema Root Sounds from Earth.